# Рейчел Косгроув-Пейс
Рейчел Рут Косгроув-Пейс (англ. Rachel Ruth Cosgrove Payes), також відома як E.L. Arch і Joanne Kaye (11 грудня 1922, Вестернпорт, Меріленд – 10 жовтня 1998, Брик Тауншип, Нью-Джерсі) — американська письменниця-прозаїк і автор книг про країну Оз.

## Біографія
Народилася в Мериленді в родині бригадира шахти Джейкоба А. Косгроува та вчительки Марти. Навчалася у Весліанському коледжі Західної Вірджинії (B.S. 1943). Здобувши освіту біолога-дослідника, вона працювала медичним технологом у різних лікарнях. 1954 року вона вийшла заміж за Нормана Морріса Пейса; мали сина й дочку.
1951 року, в Reilly & Lee, було опубліковано її першу книжку — Прихована долина Країни Оз. 1954 року їй було відмовлено в публікації її другої книги — Зла чаклунка з країни Оз, оскільки попит на книжки з циклу про країну Оз різко впав. Тому її було опубліковано лише в 1993 році Міжнародним Клубом прихильників Чарівника країни Оз. Свої книги про країну Оз Рейчел писала виключно для дитячої читацької аудиторії, про що казала в документальному фільмі «Oz: The American Fairyland».
Основна частина творчості Рейчел складалася з історичних любовних романів, багато з яких було опубліковано видавництвом Playboy Press, один із них опублікований під псевдонімом Джоан Кей. На Avalon Books, під псевдонімом «E.L. Arch» (анаграма її імені Rachel) та під її власним іменем, було видано багато творів наукової фантастики та фентезі, а також романи у готичному стилі, такі як «Чорний лебідь».